# FHL2
FHL2 (англ. Four and a half LIM domains 2) – білок, який кодується однойменним геном, розташованим у людей на короткому плечі 2-ї хромосоми.  Довжина поліпептидного ланцюга білка становить 279 амінокислот, а молекулярна маса — 32 193.
| 10         |  | 20         |  | 30         |  | 40         |  | 50         |
| ---------- |  | ---------- |  | ---------- |  | ---------- |  | ---------- |
| MTERFDCHHC |  | NESLFGKKYI |  | LREESPYCVV |  | CFETLFANTC |  | EECGKPIGCD |
| CKDLSYKDRH |  | WHEACFHCSQ |  | CRNSLVDKPF |  | AAKEDQLLCT |  | DCYSNEYSSK |
| CQECKKTIMP |  | GTRKMEYKGS |  | SWHETCFICH |  | RCQQPIGTKS |  | FIPKDNQNFC |
| VPCYEKQHAM |  | QCVQCKKPIT |  | TGGVTYREQP |  | WHKECFVCTA |  | CRKQLSGQRF |
| TARDDFAYCL |  | NCFCDLYAKK |  | CAGCTNPISG |  | LGGTKYISFE |  | ERQWHNDCFN |
| CKKCSLSLVG |  | RGFLTERDDI |  | LCPDCGKDI  |  |            |  |            |

A: Аланін

C: Цистеїн

D: Аспарагінова кислота

E: Глутамінова кислота

F: Фенілаланін

G: Гліцин

H: Гістидин

I: Ізолейцин

K: Лізин

L: Лейцин

M: Метіонін

N: Аспарагін

P: Пролін

Q: Глутамін

R: Аргінін

S: Серин

T: Треонін

V: Валін

W: Триптофан

Кодований геном білок за функцією належить до фосфопротеїнів. 
Задіяний у таких біологічних процесах як транскрипція, регуляція транскрипції, поліморфізм, альтернативний сплайсинг. 
Білок має сайт для зв'язування з іонами металів, іоном цинку. 
Локалізований у цитоплазмі, ядрі.